# Cuscuta pentagona
Cuscute pentagonale
Espèce
Cuscuta pentagona, la Cuscute pentagonale, est une espèce de plantes à fleurs de la famille des Convolvulaceae et du genre Cuscuta. C'est une plante parasite originaire d'Amérique du Nord, qui possède une large gamme de plantes hôtes, notamment de la famille des Asteraceae.

## Description

### Appareil végétatif

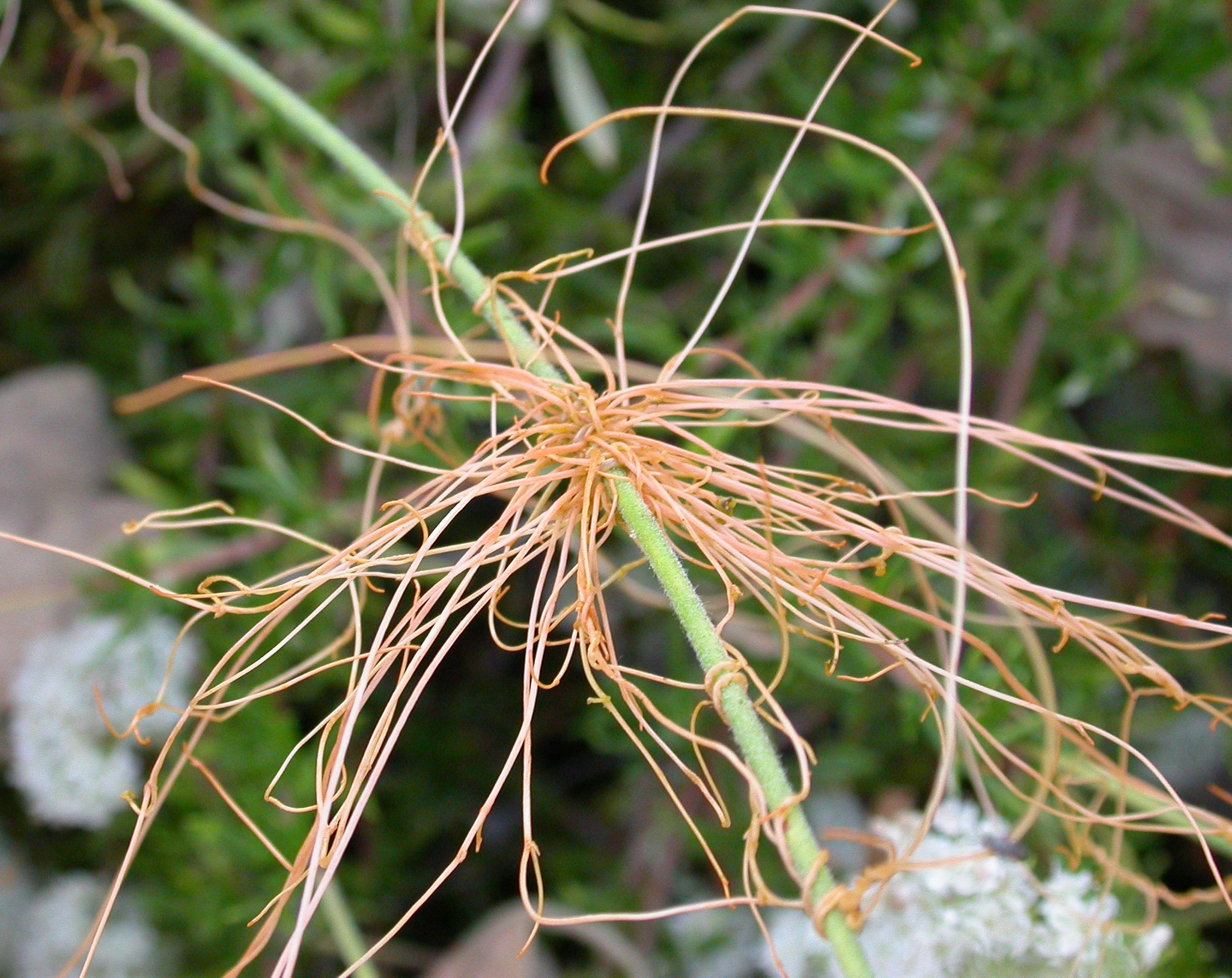
Tige de la Cuscute pentagonale.

Ses feuilles sont simples, c'est-à-dire lobées ou non, mais non séparées en folioles. Elles sont alternes : il y a une seule feuille par nœud le long de la tige. Le bord du limbe foliaire est entier, sans dents ni lobes.

### Appareil reproducteur
La fleur est symétrique radialement. Elle comporte cinq pétales et cinq sépales. Les pétales ou les sépales sont fusionnés en une coupe ou un tube. Il y a cinq étamines. Le fruit est sec et mesure 1 à 3,6 mm.

### Confusions possibles
La Cuscute pentagonale peut être confondue avec Cuscuta campestris (la Cuscute des champs) et Cuscuta indecora (la Cuscute inélégante).
C. campestris a les lobes du calice ovés-triangulaires, ne se recouvrant pas ou à peine à la base, les fleurs généralement de 2,1–3,6 mm de long, et les graines de 1,1–1,5 mm de long, tandis que C. pentagona présente des lobes du calice largement ovés à rhombiques, se recouvrant largement à la base, faisant saillie pour former des angles, et des fleurs longues généralement de 1,4–2,1 mm, et des graines de 0,9–1,1 mm.
Les fleurs de C. indecora sont généralement dotées de quatre lobes de corolle, chaque lobe étant dressé à ascendant, les lobes du calice étant aigus à obtus à l'apex, par opposition à C. pentagona, dont les fleurs sont dotées de cinq lobes de corolle, chaque lobe étant étalé à réfléchi, et les lobes du calice étant obtus à l'apex.

## Habitat et répartition
Originaire d'Amérique du Nord, la plante a été introduite un peu partout dans le monde.

## Taxinomie
L'espèce est décrite en premier par le botaniste d'origine allemande George Engelmann en 1842, qui la classe dans le genre Cuscuta sous le nom binominal Cuscuta pentagona.
Selon l'INPN (14 mars 2021), le nom Cuscuta pentagona Engelm., 1842 est synonyme de Cuscuta campestris Yunck., 1932.

### Synonymes
Cuscuta pentagona a pour synonymes :
- Cuscuta arvensis Beyr.
- Cuscuta arvensis Beyr. ex Engelm.
- Cuscuta arvensis Beyr. ex Hook.
- Cuscuta arvensis Fiori
- Cuscuta arvensis var. microcalyx (Engelm.) Engelm.
- Cuscuta arvensis var. pentagona (Engelm.) Engelm.
- Cuscuta basabarica Buia
- Cuscuta campestris Yunck.
- Cuscuta globularis Nutt.
- Cuscuta globularis Nutt. ex Engelm.
- Cuscuta gymnocarpa Engelm.
- Cuscuta gymnocarpa subsp. deflexa Buia, 1859
- Cuscuta pentagona var. microcalyx Engelmann
- Cuscuta pentagona var. pentagona
- Cuscuta pentagona var. subulata Yunck.
- Cuscuta pentagona var. typica Yunck.
- Cuscuta verrucosa Engelm.
- Epithymum arvense Nieuwl. & Lunell
- Grammica campestris (Yunck.) Hadac & Chrtek
- Grammica gymnocarpa (Engelm.) Hadac & Chrtek
- Grammica pentagona (Engelm.) W.A.Weber

### Variétés
Selon Catalogue of Life (14 mars 2021) :
- Cuscuta pentagona var. calycina Engelm.
- Cuscuta pentagona var. glabrior (Engelm.) Gandhi, R.D.Thomas & S.L.Hatch
- Cuscuta pentagona var. pubescens (Engelm.) Yunck.